# Liste der Stolpersteine in Zwijndrecht (Zuid-Holland)

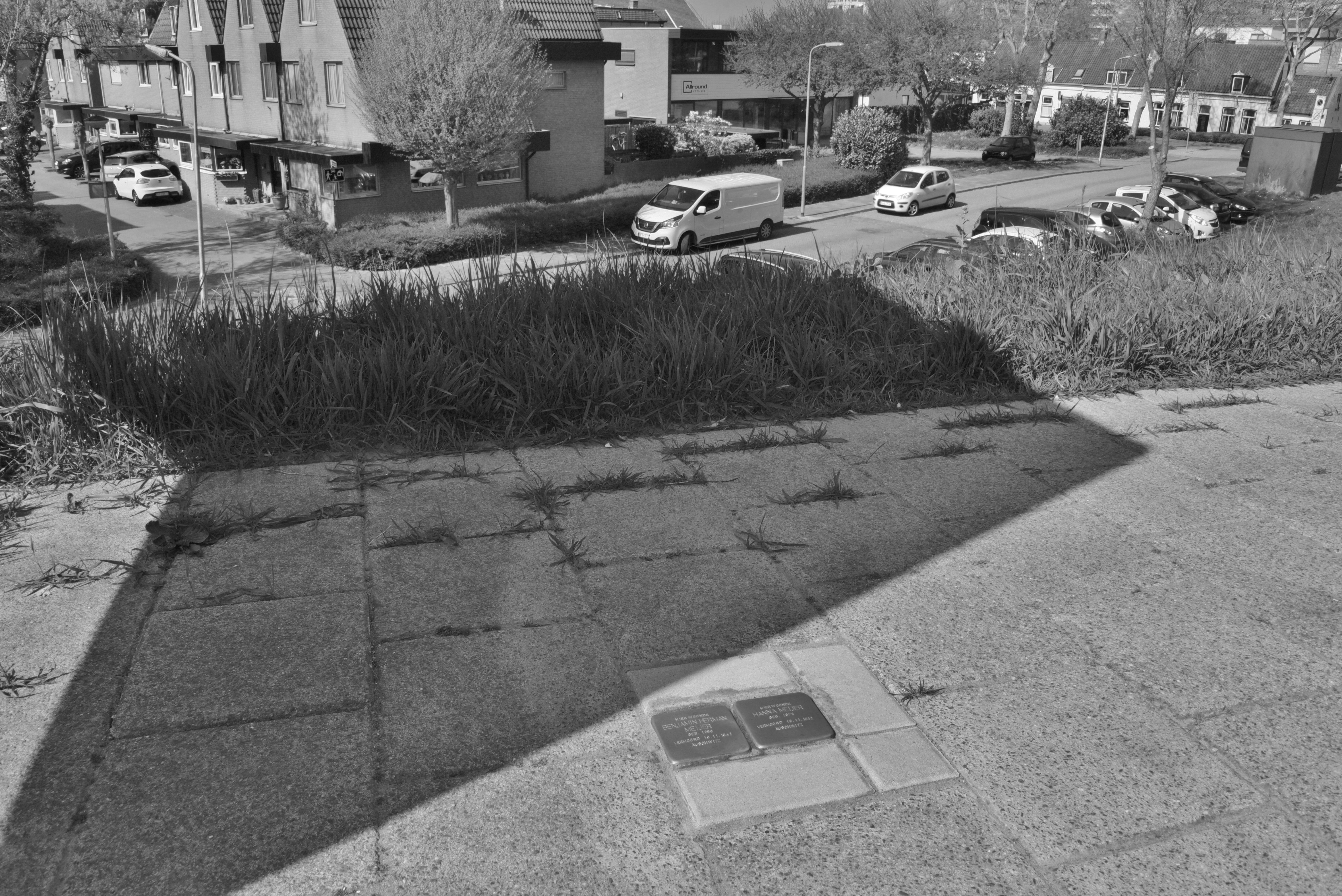
Stolpersteine in Zwijndrecht

Die Liste der Stolpersteine in Zwijndrecht (Zuid-Holland) umfasst die Stolpersteine, die vom deutschen Künstler Gunter Demnig in der Gemeinde Zwijndrecht, gelegen in der niederländischen Provinz Zuid-Holland, verlegt wurden. Stolpersteine sind Opfern des Nationalsozialismus gewidmet, all jenen, die vom NS-Regime drangsaliert, deportiert, ermordet, in die Emigration oder in den Suizid getrieben wurden. Demnig verlegt für jedes Opfer einen eigenen Stein, im Regelfall vor dem letzten selbst gewählten Wohnsitz.
Die erste Verlegung in dieser Gemeinde erfolgte am 18. Februar 2015.

## Verlegte Stolpersteine
In Zwijndrecht wurden bisher 19 Stolpersteine an sechs Adressen verlegt.
| Stolperstein | Übersetzung                                                                       | Verlegort                     | Name, Leben                  |
| ------------ | --------------------------------------------------------------------------------- | ----------------------------- | ---------------------------- |
|              | HIER WOHNTE ABRAHAM DEN HARTOG GEB. 1879 ERMORDET 19.11.1942 AUSCHWITZ            | Ringdijk 360                  | Abraham den Hartog           |
|              | HIER WOHNTE ABRAHAM BENJAMIN DEN HARTOG GEB. 1941 ERMORDET 19.11.1943 AUSCHWITZ   | Juliana van Stolbergstraat 25 | Abraham Benjamin den Hartog  |
|              | HIER WOHNTE ESTHER DEN HARTOG GEB. 1920 ERMORDET 19.11.1942 AUSCHWITZ             | Ringdijk 360                  | Esther den Hartog            |
|              | HIER WOHNTE TOBIAS DEN HARTOG GEB. 1918 ERMORDET 31.3.1944 AUSCHWITZ              | Juliana van Stolbergstraat 25 | Tobias den Hartog            |
|              | HIER WOHNTE RACHEL DEN HARTOG- DEN HARTOG GEB. 1879 ERMORDET 19.11.1942 AUSCHWITZ | Ringdijk 360                  | Rachel den Hartog-den Hartog |
|              | HIER WOHNTE JUDITH DEN HARTOG- SWELHEIM GEB. 1917 ERMORDET 19.11.1943 AUSCHWITZ   | Juliana van Stolbergstraat 25 | Judith den Hartog-Swelheim   |
|              | HIER WOHNTE ELIAS LEVISSON GEB. 1885 ERMORDET 31.12.1942 AUSCHWITZ                | Rotterdamseweg 22             | Elias Levisson               |
|              | HIER WOHNTE HERMAN LEVISSON GEB. 1919 ERMORDET 30.9.1942 AUSCHWITZ                | Rotterdamseweg 22             | Herman Levisson              |
|              | HIER WOHNTE MOURITS LEVISSON GEB. 1918 ERMORDET 30.9.1942 AUSCHWITZ               | Rotterdamseweg 22             | Mourits Levisson             |
|              | HIER WOHNTE SAMUEL LEVISSON GEB. 1916 ERMORDET 30.9.1942 AUSCHWITZ                | Rotterdamseweg 22             | Samuel Levisson              |
|              | HIER WOHNTE MARIA LEVISSON- WOUDHUIJSEN GEB. 1885 ERMORDET 17.9.1942 AUSCHWITZ    | Rotterdamseweg 22             | Maria Levisson-Woudhuijsen   |
|              | HIER WOHNTE BENJAMIN HERMAN MEIJER GEB. 1889 ERMORDET 19.11.1942 AUSCHWITZ        | Ringdijk 225                  | Benjamin Herman Meijer       |
|              | HIER WOHNTE HANNA MEIJER GEB. 1878 ERMORDET 19.11.1942 AUSCHWITZ                  | Ringdijk 225                  | Hanna Meijer                 |
|              | HIER WOHNTE HERMAN SALOMO MEIJER GEB. 1911 ERMORDET 30.4.1943 AUSCHWITZ           | Da Costastraat 35             | Herman Salomo Meijer         |
|              | HIER WOHNTE JOHANNA MEIJER GEB. 1941 ERMORDET 26.2.1943 AUSCHWITZ                 | Da Costastraat 35             | Johanna Meijer               |
|              | HIER WOHNTE LEO MEIJER GEB. 1935 ERMORDET 6.10.1944 AUSCHWITZ                     | Veerplein 15                  | Leo Meijer                   |
|              | HIER WOHNTE ROSALINE BETTY MEIJER GEB. 1939 ERMORDET 26.2.1943 AUSCHWITZ          | Da Costastraat 35             | Rosaline Betty Meijer        |
|              | HIER WOHNTE CHARLOTTA MEIJER-ROZEBOOM GEB. 1904 ERMORDET 6.10.1944 AUSCHWITZ      | Veerplein 15                  | Charlotta Meijer-Rozeboom    |
|              | HIER WOHNTE BETSIJ MEIJER- ZILVERBERG GEB. 1914 ERMORDET 26.2.1943 AUSCHWITZ      | Da Costastraat 35             | Betsij Meijer-Zilverberg     |

## Verlegedaten
Die Stolpersteine wurden vom Künstler Gunter Demnig persönlich an folgenden Tagen verlegt:
- 18. Februar 2015: Veerplein 15[1]
- 22. Februar 2016: Juliana van Stolbergstraat 25
- 6. Februar 2017: Rotterdamseweg 22
- 30. April 2018: Da Costastraat 35
- 7. März 2019: Ringdijk 225 und 360